# Thu Huyền (diễn viên chèo)
Nguyễn Thị Thu Huyền (sinh ngày 16 tháng 11 năm 1975), thường được biết đến với nghệ danh Thu Huyền, là một nữ diễn viên chèo, ca sĩ quan họ người Việt Nam, nổi tiếng với vai diễn Thị Mầu trong vở chèo cổ Quan Âm Thị Kính.
Huyền hiện giữ chức Phó giám đốc tại Nhà hát Chèo Hà Nội. Năm 2007, cô đã được Nhà nước Việt Nam phong tặng danh hiệu Nghệ sĩ ưu tú. Năm 2023, cô được nhà nước phong tặng danh hiệu Nghệ sĩ nhân dân.

## Tiểu sử
Thu Huyền sinh năm 1975 tại Hà Nội trong một gia đình không có ai hoạt động nghệ thuật nhưng cô yêu hát chèo từ bé.
Năm 14 tuổi (1989), khi đăng kí dự thi Giọng hát hay thiếu nhi ở Cung Thiếu nhi Hà Nội, Thu Huyền gặp nhạc công chơi trống tên Hiệp của Nhà hát Chèo Hà Nội. Hiệp đã đánh giá cao giọng hát chèo của Thu Huyền và khuyên mẹ cô cho cô thi vào Nhà hát Chèo Hà Nội. Dù lúc này Thu Huyền chưa biết hát chèo, nhưng nhờ hát hay các bài hát dành cho thanh thiếu niên mà Thu Huyền đã trúng tuyển hệ trung cấp chèo Nhà hát chèo Hà Nội với vai diễn Nàng Sita.
Cô có vóc dáng thấp bé. Năm 16 tuổi (1991), Thu Huyền đạt giải đặc biệt cuộc thi Tài năng sân khấu trẻ Hà Nội nhờ vai diễn Thị Mầu.
Năm 17 tuổi (1992), cô tốt nghiệp trung cấp chèo Nhà hát chèo Hà Nội và bắt đầu sự nghiệp diễn chèo của mình.
Trong sự nghiệp diễn chèo của mình, cô nổi tiếng với vai diễn Thị Mầu trong vở chèo cổ Quan Âm Thị Kính. Cô có ánh mắt được ví sắc như dao cau, có thêm hàm răng khểnh, nốt ruồi trên khóe môi, góp phần đưa hình ảnh Thị Mầu thành hình tượng lẳng lơ nhất trong văn học dân gian Việt Nam. Năm 1998, với vai Thị Mầu, Thu Huyền một lần nữa đạt giải nhất cuộc thi Tài năng sân khấu trẻ toàn quốc.
Cô còn có một số vai diễn thành công khác như: Thị Phương trong Trương Viên, cô Son trong Cô Son, Súy Vân trong Súy Vân giả dại, Hoạn Thư trong Kiều.
Cô từng giành được nhiều Huy chương vàng, bạc trong các hội diễn.
Năm 2002, cô từng ứng cử đại biểu Quốc hội Việt Nam khóa 11 (2002–2007). Ngoài nghệ thuật chèo, các tác phẩm dân ca quan họ Bắc Ninh của cô cũng để lại ấn tượng mạnh với công chúng như Xe chỉ luồn kim, Vào chùa, Đi cấy,  Lúng liếng, Hoa thơm bướm lượn.
Năm 2007, cô được phong tặng danh hiệu Nghệ sĩ ưu tú khi có 13 năm tuổi nghề, đặc cách so với tiêu chuẩn tối thiểu 15 năm hoạt động trong nghề.
Năm 2013, Thu Huyền đạt giải Vàng xuất sắc nhất tại Liên hoan kịch Lưu Quang Vũ.
Từ năm 2015 đến tháng 9 năm 2016, Thu Huyền là Trưởng đoàn Nhà hát chèo Hà Nội.
Năm 2017, Thu Huyền là Phó giám đốc nghệ thuật của Nhà hát Chèo Hà Nội.
Tháng 3 năm 2018, Thu Huyền có trong danh sách đề nghị xét tặng danh hiệu Nghệ sĩ nhân dân của Hội đồng xét tặng danh hiệu Nghệ sĩ ưu tú, Nghệ sĩ nhân dân Sở Văn hóa thể thao Hà Nội.
Tuy nhiên, ngày 24 tháng 4 năm 2018, Hội đồng xét tặng danh hiệu Nghệ sĩ nhân dân, nghệ sĩ ưu tú thành phố Hà Nội đã loại cô ra khỏi danh sách đề nghị lên Hội đồng Nhà nước xét tặng danh hiệu Nghệ sĩ nhân dân, nghệ sĩ ưu tú vì cô thiếu một Huy chương vàng toàn quốc.
Theo quyết định 724/QĐ-CTN do Chủ tịch nước ký ngày 22 tháng 6 năm 2023, cô chính thức được phong tặng danh hiệu Nghệ sĩ Nhân dân.

## Gia đình
Ngày 1 tháng 11 năm 2004, Thu Huyền kết hôn với ca sĩ Tấn Minh. Năm 2017, Tấn Minh là Giám đốc Nhà hát Ca múa nhạc Thăng Long. Họ có hai con trai, con trai lớn sinh năm 2005, con trai út sinh năm 2010.

## Danh sách đĩa nhạc
- Giao duyên (2005)
- Đủng đỉnh yếm đào (2007)
- Luyện 5 cung (2017)